# Гоголевка (Курская область)
Гоголевка — село в Суджанском районе Курской области. Входит в состав Заолешенского сельсовета.

## География
Село находится на реке Олешня в бассейне Суджи, в 3,5 км от российско-украинской границы, в 93 км к юго-западу от Курска, в 6 км к западу от районного центра — города Суджа, в 5,5 км от центра сельсовета — Заолешенка.
Улицы
В селе улицы: Мирный, Новый, Центральная, Школьный.
Климат
Гоголевка, как и весь район, расположена в поясе умеренно континентального климата с тёплым летом и относительно тёплой зимой (Dfb в классификации Кёппена).

## История
Село основано между 1859 и 1873 годом. Население составляло 358 человек. Входило в состав Курской губернии.
После начала вторжения России на Украину село подвергалось обстрелам со стороны вооруженных сил Украины.
С 6 августа 2024 года по 27 марта 2025 года село находилось под украинской оккупацией. После отступления украинской армии из Суджи в начале марта 2025 года в селе начались бои, которые привели к освобождению села 27 марта 2025 года.

## Население
| 2002 | 2010 |
| ---- | ---- |
| 201  | ↘184 |

## Инфраструктура
Личное подсобное хозяйство. Школа. В селе 87 домов. Дом культуры и Библиотека. Заброшенный детский сад.

## Транспорт
Гоголевка находится в 1 км от автодороги регионального значения 38К-004 (Дьяконово — Суджа — граница с Украиной), в 4 км от автодороги 38К-030 (Рыльск — Коренево — Суджа), в 5,5 км от автодороги 38К-024 (Льгов — Суджа), в 3 км от автодороги межмуниципального значения 38Н-609 (Суджа — Гуево — Горналь — граница с Украиной), в 1 км от автодороги 38Н-095 (38К-004 — Рубанщина — 38К-004), на автодороге 38Н-085 (38К-004 — Гоголевка — 38Н-095), в 9 км от ближайшей ж/д станции Суджа (линия Льгов I — Подкосылев). Остановка общественного транспорта.
В 116 км от аэропорта имени В. Г. Шухова (недалеко от Белгорода).

## Достопримечательности
- Церковь Рождества Пресвятой Богородицы (1894)[14]
- Памятник «Воинам-односельчанам, погибшим в Великой Отечественной войне, 1941—1945 гг.»

## Галерея

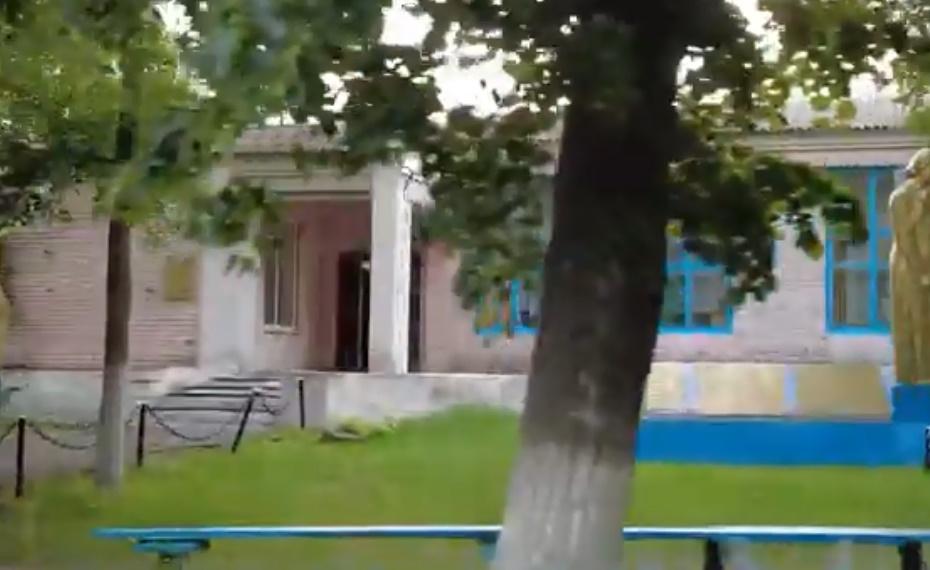
Фотография Гоголевского дома культуры 2021 год
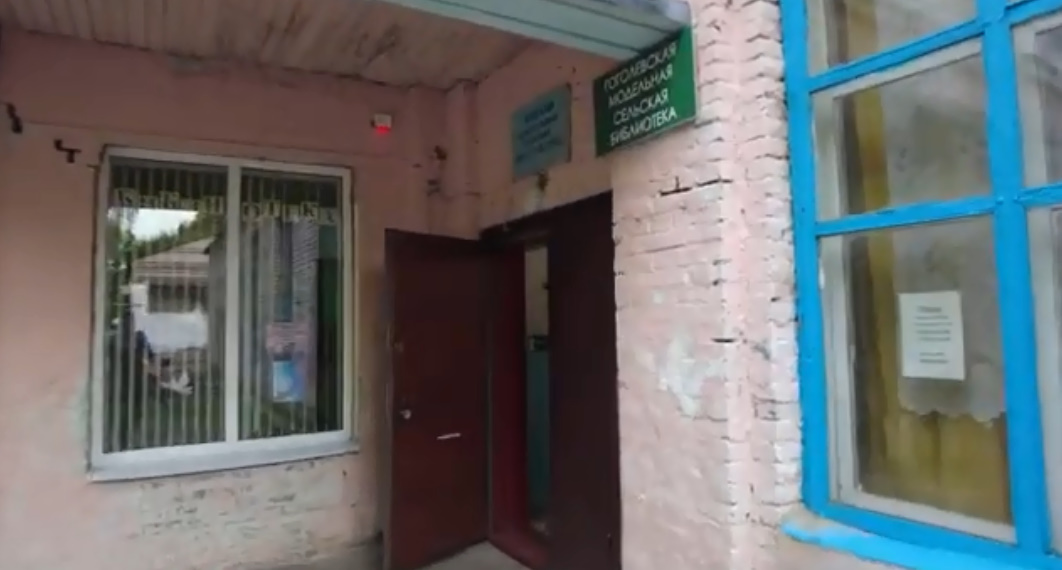
Вход в Гоголевский дом культуры/в сельскую библиотеку фотография 2021 года
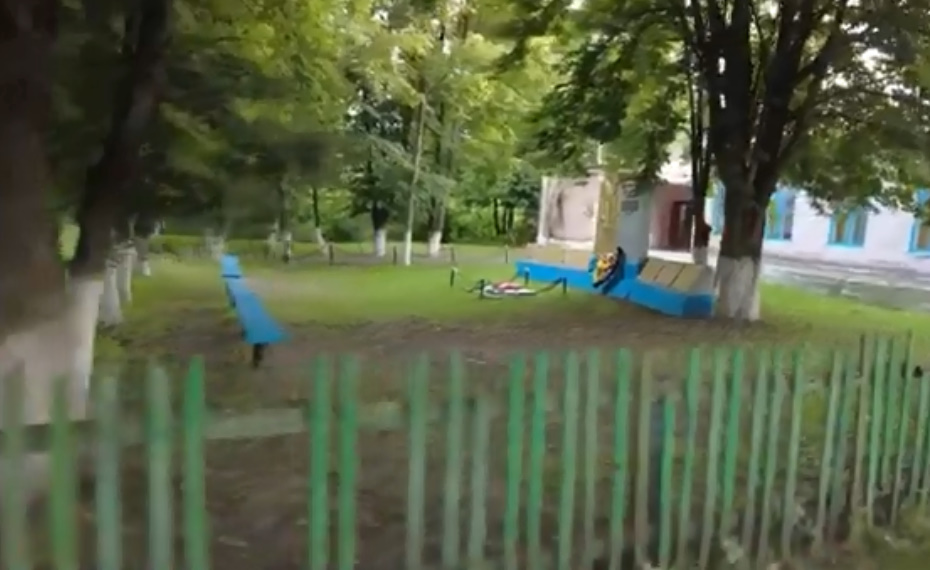
Гоголевский памятник "Воинам-односельчанам, погибшим в Великой Отечественной войне, 1941—1945 гг. Фотография 2021 года
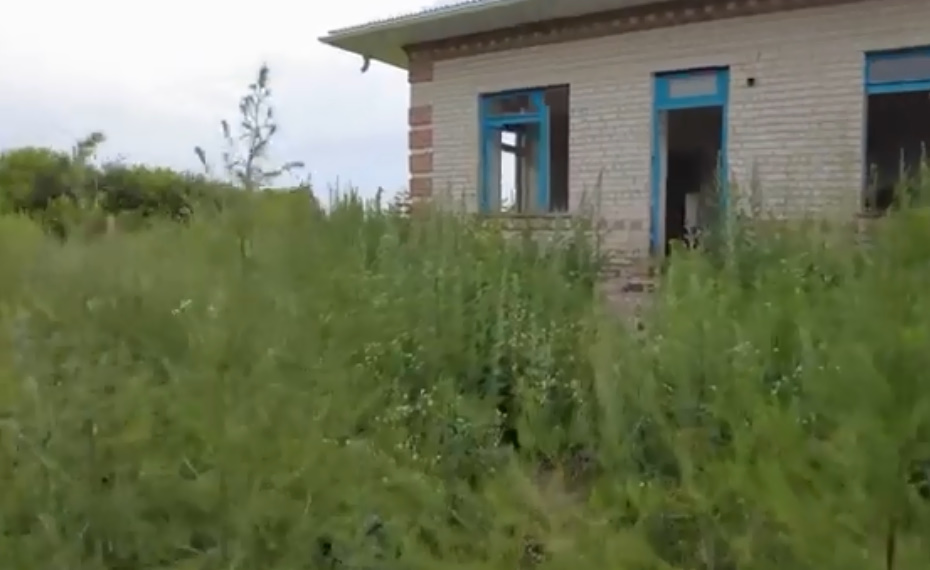
Фотография заброшенного Гоголевского детского сада 2021 год
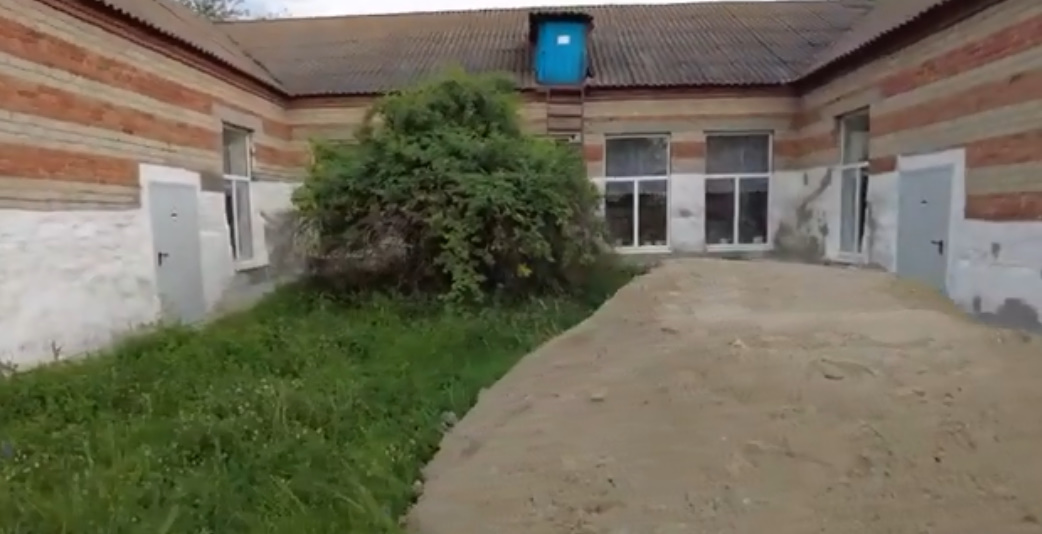
Гоголевская школа фотография 2021 года